# Благовещенка (Херсонская область)
Благовещенка (укр. Благовіщенка) — село в Новотроицкой поселковой общине Генического района Херсонской области Украины.
Население по переписи 2001 года составляло 373 человека. Почтовый индекс — 75303. Телефонный код — 5548. Код КОАТУУ — 6524455101.